# 秦国文
秦国文（1967年7月—），江西南昌人，湘潭矿业学院、湖南大学毕业，中华人民共和国政治人物。

## 生平
1967年7月，秦国文出生在江西省南昌市。1987年，秦国文考入湘潭矿业学院（今湖南科技大学）采矿工程系通风与安全专业。在校期间的1989年3月加入中国共产党。1991年毕业后在学院就职。1999年取得湖南大学国际商学院工商管理硕士学位。
2002年9月，秦国文调任湖南省社会科学院改革办公室主任，次年升任副院长。
2008年3月，秦国文调任中共湘西州委常委、宣传部部长，次年3月改兼任吉首市委书记。
2014年4月，秦国文调回长沙市，出任中共湖南省委改革办专职副主任。2015年3月，明确为正厅长级。2017年11月，秦国文出任中共湖南省委副秘书长。
2021年7月10日，秦国文调任中共衡阳市委委员、常委、书记，接替邓群策。翌年7月，升任湖南省人民政府党组成员、副省长。同年9月11日，不再担任中共衡阳市委书记。2024年1月，任湖南省委常委、省委秘书长。2024年2月，秦国文辞去湖南省人民政府副省长职务。